# Confederació caranqui
La confederació caranqui fou una agrupació de pobles precolombins estesa a partir del segle xiv a la zona nord de l'actual Equador, a les províncies de Pichincha, Imbabura i Esmeraldas.

## Descripció general
Formada a partir dels cabdillatges previs de la regió situats al nord de Quito i dels territoris de la confederació quitu, fou una de les confederacions del període anomenat «d'integració» que arribà més lluny en el procés de formar un protoestat. Aquest procés es va veure afavorit per un idioma comú i per la unitat geogràfica i cultural de la zona entre els rius Guayllabamba i Chota, on es va desenvolupar inicialment. Pel que fa a les restes arqueològiques, són destacables les piràmides o tolas i els monticles funeraris amb pou, que coincideixen amb centres d'administració política i d'intercanvi comercial. És molt possible que les tolas fossin plataformes per a les vivendes de les elits i per a activitats cerimonials. Entre aquestes restes cal esmentar els conjunts de Socapamba, de Cochicaranqui (que potser fou la capital de la confederació) i de Cochasquí.
A partir de la documentació històrica, sembla que la confederació s'oposà amb força èxit a la penetració inca de finals del segle xv i començaments del segle xvi. En temps de Huayna Cápac, la resistència caranqui s'organitzà al voltant del cabdill de Cayambe, que aconseguí mantenir durant 15 anys una poderosa aliança de pobles per fer front a la conquesta inca. La resistència acabà amb la massacre de Yaguarcocha, però malgrat tot, sembla que els cabdills locals continuaren tenint un cert protagonisme a la zona, tal com mostren els testimonis dels conquistadors espanyols respecte al cabdill d'Otavalo. Després de la conquesta inca, part de la població fou traslladada al centre de l'actual Perú per treballar terres, mentre que els que romangueren a la zona es convertiren en yanaconas, obligats a treballar les terres que ara pertanyien a l'Estat inca.

## Aspectes historiogràfics
Tal com passa amb la confederació quitu, els influents treballs historiogràfics del jesuïta Juan de Velasco, al segle xviii, han fet que sovint es barregin els fets de les dues confederacions de pobles i s'incloguin conjuntament en un inexistent «Regne de Quito». En qualsevol cas, desconeixem si en algun moment una de les dues tingué alguna mena de preeminència sociopolítica sobre l'altra.